# 国原吉之助
国原 吉之助（國原 吉之助、くにはら きちのすけ、1926年2月27日 - 2017年4月25日）は、日本の言語学者・西洋古典学者。名古屋大学名誉教授。広島県生まれ。

## 人物
専門はラテン語とラテン文学で、多数の原典史書を訳し専門辞書の編纂を行った。
1953年京都大学文学部卒業。京都学芸大学（現：京都教育大学）助教授を経て、名古屋大学文学部教授、1988年に定年退官し名誉教授、その後は椙山女学園大学教授も務めた。

## 著作一覧
- 『中世ラテン語入門』（編著）南江堂 1975年、改訂版1986年 / 新版 大学書林 2007年
- 『古典ラテン語辞典』大学書林 2005年、改訂増補版 2016年
- 『ラテン詩への誘い』（編著）大学書林 2009年

共編著
- 『ラテン語読本 Latine Legamus』松平千秋共編著、南江堂 1970年
- 『新ラテン文法』松平千秋共編著、南江堂 1972年 / 改訂版 東洋出版 1992年
- 『医学ラテン語』酒井恒共編、南江堂 1978年
- 『ポケット医学ラテン語辞典』酒井恒共編、南江堂 1989年

### 翻訳
※は電子書籍も刊
- アプレイウス『黄金のろば』呉茂一共訳、岩波文庫（上下）1956 - 1957年、復刊1989年、1997年ほか
主に下巻担当。グーテンベルク21（全1巻、電子出版、2013年）※で刊
  - アープレーイユス『黄金の驢馬』岩波文庫、2013年 - 改訳版
- 『世界古典文学全集22 タキトゥス』筑摩書房 1965年、復刊1982年、2005年ほか
「年代記」、「ゲルマニア」、「アグリコラ」
  - タキトゥス『年代記 ティベリウス帝からネロ帝へ』岩波文庫（上下）1981年※
- ジョゼフ・ヘルマン『俗ラテン語』新村猛共訳、白水社〈文庫クセジュ〉1971年、再版1985年
- アラン・ミシェル『ローマの政治思想』高田邦彦共訳、白水社〈文庫クセジュ〉1974年
- 『カエサル文集』筑摩書房 1981年
  - 『ガリア戦記』角川文庫 1970年、講談社学術文庫 1994年※
  - 『内乱記』講談社学術文庫 1996年
- スエトニウス『ローマ皇帝伝』岩波文庫（上下）1986年※
- エインハルドゥス / ノトケルス『カロルス大帝伝』筑摩書房 1988年[3] / ちくま学芸文庫 2024年※
- ペトロニウス『サテュリコン－古代ローマの諷刺小説』岩波文庫 1991年
- タキトゥス『ゲルマニア・アグリコラ』ちくま学芸文庫 1996年※ - 改訳版
- タキトゥス『同時代史』筑摩書房 1996年 / ちくま学芸文庫 2012年※
- 『プリニウス書簡集 ローマ帝国一貴紳の生活と信条』講談社学術文庫 1999年
- ペルシウス / ユウェナーリス『ローマ諷刺詩集』岩波文庫 2012年※

## 参考
- 國原吉之助教授 略歴業績目録「名古屋大学文学部研究論集」1988年